# 1981 في أستراليا
فيما يلي قوائم الأحداث التي وقعت خلال عام 1981 في أستراليا.

## سياسة

### تعيين في المنصب
- 21 فبراير – ريمون ستيل هول عضو مجلس النواب الأسترالي.
- 1 يوليو – روبرت هيل عضو مجلس الشيوخ الأسترالي [الإنجليزية]‏.

## أفلام
من الأفلام التي صدرت هذه السنة في أستراليا:
- 1 يناير – غاليبولي من إخراج بيتر وير (مخرج).
- 24 ديسمبر – ماد ماكس 2 من إخراج جورج ميلر.

## كتب
من الكتب التي صدرت هذه السنة في أستراليا:
- 1 يناير – الهاجس غير اللائق من تأليف كولين مكلو.

## مواليد

### يناير
- 10 يناير – بليندا سنيل
- 22 يناير – لوك مارتن لاعب كرة سلة أسترالي.
- 27 يناير – اليسيا موليك لاعبة كرة مضرب أسترالية.

### فبراير
- 24 فبراير – ليتون هيووت لاعب كرة مضرب أسترالي.
- 26 فبراير – دانيال جيل ملاكم أسترالي.

### مارس
- 1 مارس – ويل باور سائق سيارة سباق أسترالي.
- 8 مارس – مايكل بيتشامب لاعب كرة قدم أسترالي.
- 24 مارس – باتريك كيسنوربو لاعب كرة قدم أسترالي.

### مايو
- 11 مايو – آدم هانسن درّاج طريق أسترالي.
- 11 مايو – لورين جاكسون لاعبة كرة سلة أسترالية.
- 24 مايو – بيني تايلور لاعبة كرة سلة أسترالية.
- 25 مايو – لوك كيندال لاعب كرة سلة أسترالي.
- 30 مايو – أحمد الريش لاعب كرة قدم.

### يونيو
- 12 يونيو – إيوجين غاليكوفيتش لاعب كرة قدم أسترالي.
- 27 يونيو – براد وليامسون لاعب كرة سلة أسترالي.

### يوليو
- 17 يوليو – أنتوني وست متسابق دراجات نارية أسترالي.
- 18 يوليو – جيمي بيتمان ملاكم أسترالي.

### أغسطس
- 8 أغسطس – فانيسا أموروسي
- 24 أغسطس – داريل كورليتو لاعب كرة سلة أسترالي.

### سبتمبر
- 4 سبتمبر – ريتشارد غارسيا لاعب كرة قدم أسترالي.
- 21 سبتمبر – بن كرستن درّاج طريق أسترالي.
- 24 سبتمبر – ريان بريسكو سائق سيارة سباق أسترالي.
- 26 سبتمبر – تيم بيهريندورف لاعب كرة سلة أسترالي.

### أكتوبر
- 2 أكتوبر – لوك ويلكشير لاعب كرة قدم أسترالي.
- 15 أكتوبر – ستيف ليفين لاعب كرة سلة أسترالي.
- 21 أكتوبر – برادلي هور ملاكم أسترالي.

### نوفمبر
- 8 نوفمبر – براد بيت ملاكم أسترالي.
- 23 نوفمبر – نيك كارل لاعب كرة قدم أسترالي.
- 26 نوفمبر – نتالي غاوسي

### ديسمبر
- 14 ديسمبر – خايمي نيلسن متسابقة دراجات أسترالية.
- 16 ديسمبر – جوشوا روز لاعب كرة قدم أسترالي.
- 27 ديسمبر – إميلي دي رافن ممثلة أسترالية.

## وفيات

### يناير
- 17 يناير - عبد الله النوري (مواليد 1905) عالم مسلم وشاعر كويتي
- 18 يناير – ماري هوتون (مواليد 1924) لاعبة كرة مضرب أسترالية.

### مايو
- 25 مايو – روبي باين سكوت (مواليد 1912)

### أكتوبر
- 19 أكتوبر – ديمفنا كوزاك (مواليد 1902)